# Епане
Епане (фр. Espanès) насеље је и општина у јужној Француској у региону Миди Пирене, у департману Горња Гарона која припада префектури Тулуз.
По подацима из 2011. године у општини је живело 258 становника, а густина насељености је износила 73,09 становника/km². Општина се простире на површини од 3,53 km². Налази се на средњој надморској висини од 278 метара (максималној 281 m, а минималној 199 m).

## Демографија
| 1962. | 1968. | 1975. | 1982. | 1990. | 1999. | 2011. |
| ----- | ----- | ----- | ----- | ----- | ----- | ----- |
| 104   | 107   | 143   | 215   | 214   | 232   | 258   |

График промене броја становника у току последњих година